# 锦水街道
锦水街道，是中华人民共和国山東省济南市平阴县下辖的一个乡镇级行政单位。

## 行政区划
锦水街道下辖以下地区：
西三里村、大佛寺村、堡子村、南土楼村、中土楼村、北土楼村、山头村、上盆王村、下盆王村、前阮二村、后寨村、前寨村、凌庄村、东子顺南村、东子顺北村、毕海洋村、大李子顺村、李山头村、宋子顺村、西子顺村、东孙庄村和龙桥村。

## 人口
2010年中国第六次人口普查时，锦水街道共有人口31416人。共有家庭10033户，平均每户3.09人。14岁以下的少年儿童共5079人，占总人口16.16%；15-64岁人口共23279人，占总人口74.09%；65岁及以上的老年人共3058人，占总人口的9.733%。男性共计15531人，占总人口49.43%；女性共计15885人，占总人口50.56%。本地居住的人口中，拥有本地户籍的人口为25437人，占80.96%。